# مارلون كينج
مارلون كينج (بالإنجليزية: Marlon King)‏ لاعب ويجان الإنجليزي أحد أندية الدرجة الممتازة، وذكرت صحيفة «ديلي ميل» البريطانية أن كينج كان قد حكم عليه بالسجن بسبب اعتدائه على طالبة جامعية عمرها 20 عاما في إحدى الملاهي الليلية، مما أدّى إلى كسر أنفها في ديسمبر من عام 2008.
مارلون كينج الذي كان يتقاضى 35 ألف جنيه إسترليني أسبوعيا قبل أنتهاء عقده مع ويجان، سوف ينتقل إلى نادي تشيلسي اللندني فور خروجه من السجن.
عتنق اللاعب مارلون كينج - المهاجم السابق لفريق ويجان، الدين الإسلامي «بحسب مصادر صحفية بريطانية»، واختار كينج لنفسه اسم أبو حمزة طارق.
وأوضحت الصحيفة، بحسب موقع «إسلام اليوم» أن كينج طلب من زملائه السجناء مناداته باسم «أبو حمزة طارق»، مشيرة إلى أنه يحرص على أداء الصلوات الخمس يوميا، وأكل الطعام الحلال، وقراءة القرآن وبعض الكتب الدينية. وذكرت الصحيفة أن سلوك كينج تغير منذ اعتناقه [للإسلام] بعدما كان يشرب الكوكايين والمحرمات.
من جانبه، قال كينج (أبو حمزة): إنه سيعمل على اعتناق أهله لدين الإسلام بعد خروجه من السجن في وقت لاحق هذا العام، فيما أشار أحد السجناء إلى أن كينج لم يعد الولد الذي يثير الشغب والمشاكل, فقد أضحى مسلما متدينا.

## مسيرته الكروية
لعب مارلون كينج خلال مسيرته الاحترافية مع 11 ناديًا في عشرون موسمًا وسجل خلالها 150 هدف ضمن 447 مباراة. ولم يفز بأي موسم بالكأس أو بالدوري.
خاض مارلون كينج مسيرته مع نادي بارنت في موسم 1998–99 ولمدة موسمين، مشاركًا في 53 مباراة سجل خلالها 14 هدفًا. ثم انتقل إلى نادي غيلينغهام في موسم 2000–01 ليلعب معه أربعة مواسم، حيث شارك في 101 مباراة سجل خلالها 40 هدف. لينتقل بعدها إلى نادي نوتينغهام فورست في موسم 2003–04 ولمدة موسمين، مشاركًا في 50 مباراة سجل خلالها 10 أهداف. ثم انتقل إلى نادي ليدز يونايتد في موسم 2004–05 لمدة موسم واحد، مشاركًا في 8 مباريات ولم يسجل أي هدف. هذا وانتقل لاحقًا إلى نادي واتفورد في موسم 2005–06 واستمر معه طيلة ثلاثة مواسم، مشاركًا في 81 مباراة سجل خلالها 36 هدفًا. ثم انتقل بعدها إلى نادي ويغان أتلتيك في موسم 2007–08 في المرة الأولى لمدة موسم واحد ثم في موسم 2009–10 لمدة موسم واحد، مشاركًا طوالها في 18 مباراة سجل خلالها هدفًا واحدًا. ليعود وينتقل من جديد، لكن هذه المرة إلى نادي ميدلزبره في موسم 2008–09 لمدة موسم واحد، مشاركًا في 13 مباراة سجل خلالها هدفين. لينتقل بعدها إلى نادي كوفنتري سيتي في موسم 2010–11 لمدة موسم واحد، مشاركًا في 28 مباراة سجل خلالها 12 هدفًا. ثم لعب في نادي برمنغهام سيتي في موسم 2011–12 ولمدة موسمين، مشاركًا في 67 مباراة سجل خلالها 29 هدفًا. ليعود ويرتحل عنه إلى نادي شيفيلد يونايتد في موسم 2013–14 لمدة موسم واحد، مشاركًا في 8 مباريات سجل خلالها هدفًا واحدًا.

## روابط خارجية
- مارلون كينج على موقع قاعدة بيانات كرة القدم.إي يو (الإنجليزية)
- مارلون كينج على موقع ناشيونال فوتبول تيمز (الإنجليزية)
- مارلون كينج على موقع Soccerbase.com (لاعب) (الإنجليزية)
- مارلون كينج على موقع عالم كرة القدم.نت (الإنجليزية)